# Dorota Bonemberg
Dorota Bonemberg, z d. Ochod (ur. 5 lutego 1950 w Strzybnicy) – polska piłkarka ręczna, mistrzyni i reprezentantka Polski.

## Życiorys

### Kariera klubowa
Była wychowanką MKS Tarnowskie Góry, gdzie jej trenerem był Władysław Babirecki. W 1969 zwyciężyła z zespołem Katowic w Ogólnopolskiej Spartakiadzie Młodzieży. Od 1969 reprezentowała barwy Ruchu Chorzów. W sezonie 1969/1970 została najlepszy strzelcem ligi (136 bramek). W barwach chorzowskiego klubu zdobyła pięć tytułów mistrza Polski (1973, 1974, 1975, 1977, 1978) oraz tytuł wicemistrzowski (1976). Sezon 1978/1979 opuściła w związku z przerwą macierzyńską Od 1979 była zawodniczką AKS Chorzów, z którym zdobyła brązowy medal mistrzostw Polski w 1980 oraz mistrzostwo Polski w 1981 i 1982, a także Puchar Polski w 1981. W 1982 zakończyła karierę sportową, ale podjęła ją nowo i od 1984 przez dwa sezony występowała w niemieckim zespole TSV Malsch.

### Kariera reprezentacyjna
W reprezentacji Polski seniorek debiutowała w 1968. Wystąpiła na mistrzostwach świata grupy "A" w 1973 (5. miejsce) i 1975 (7. miejsce). Łącznie w I reprezentacji wystąpiła w latach 1968-1975 w 72 spotkaniach oficjalnych, zdobywając 102 bramki.

### Praca zawodowa
Po zakończeniu kariery pozostała w Niemczech, pracowała w instytucjach opieki społecznej. W latach 1998–2012 kierowała jednym z ośrodków Caritas. W 2012 przeszła na emeryturę.